# ژوئل آباتی
ژوئل آباتی (انگلیسی: Joël Abati؛ زادهٔ ۲۵ آوریل ۱۹۷۰) بازیکن هندبال اهل فرانسه است.
وی همچنین برندهٔ جوایزی همچون لژیون دونور (شوالیه) شده‌است.